# Saskia Laroo

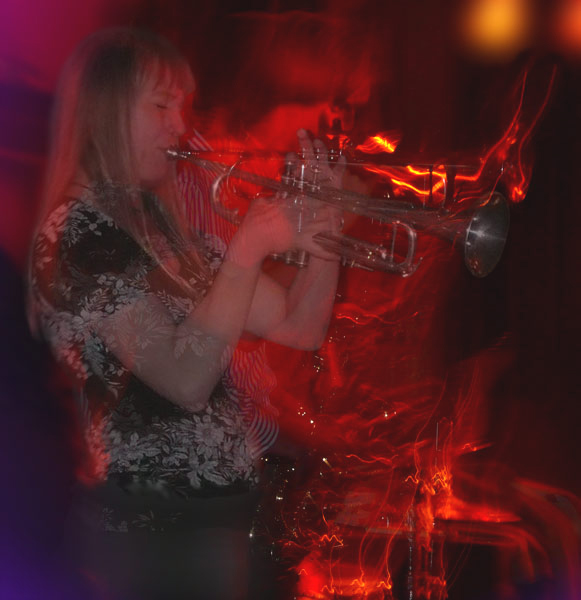
Saskia Laroo

Saskia Laroo  (* 31. Juli 1959 in Amsterdam) ist eine niederländische Jazz-Trompeterin.

## Leben und Wirken
Laroo begann mit acht Jahren, Trompete zu spielen. Nach einem kurzen Mathematikstudium in Amsterdam arbeitete sie ab 1979 in verschiedenen Dixieland- und Mainstream-Bands, spielte vor allem Kontrabass, bevor sie wieder zur Trompete zurückkehrte. Seit 1981 gehörte sie zur Band von Hans Dulfer und zu Rosa Kings Upside-Down Band, in der auch Candy Dulfer spielte. In den nächsten Jahren konzentrierte sie sich auf Latin Jazz und Salsa: 1982 gründete sie ihre eigene Salsa Caliente Band, zwischen 1986 und 1990 leitete sie den Caribbean Express, um dann bis 1994 mit den Caribbean Colours aufzutreten. Seit 1994 tritt sie mit ihrer Saskia Laroo Band auf und stellt das Repertoire ihrer unterschiedliche Aspekte ihres Schaffens hervorhebenden Alben vor: Auf dem zweiten Album „Bodymusic“ präsentierte sie beispielsweise Nu Jazz, während ihr drittes Album „Jazzkia“ ein Tribut an Miles Davis darstellte. In den Folgejahren arbeitete Laroo an neuen Stilmischungen, die als Swinging Body Music definiert wurden. Daneben spielt sie mit Jazzkia Straight Ahead Jazz.
Sie präsentierte ihre Musik international auf wichtigen Jazzfestivals, etwa dem Atlanta Jazz Festival, der Internationalen Jazzwoche Burghausen, dem Hamra Festival (Libanon), Java Jazz Festival (Indonesien), Montreux Jazz Festival, North Sea Jazz Festival, Paramaribo Jazz Festival, Sunset Festival (Japan), Women in Jazz (Halle) oder dem Yatra Jazz Festival (Indien).

## Diskographische Hinweise
- Sunset Eyes 2000, mit Teddy Edwards, Ernie Andrew u. a.
- Really Jazzy,  mit Warren Byrd, Frank Lacy u. a.
- Bodymusic, mit Rosa King, Candy Dulfer, Mola Sylla, Benjamin Herman u. a.